# كلفن براينت
كلفن براينت (بالإنجليزية: Kelvin Bryant)‏ هو لاعب كرة قدم أمريكية أمريكي، ولد في 26 سبتمبر 1960 في تاربورو في الولايات المتحدة.

## وصلات خارجية
- كلفن براينت على موقع مرجع كرة القدم المحترفة.كوم (الإنجليزية)
- كلفن براينت على موقع قاعة كارولاينا الشمالية للمشاهير الرياضية (الإنجليزية)